# Лунина, Зинаида Игоревна
Зинаида Игоревна Лунина (бел. Зінаіда Ігараўна Луніна, в замужестве Мартынович (бел. Мартыновіч); 18 апреля 1989, Минск) — белорусская гимнастка, специализирующаяся в групповых упражнениях (художественная гимнастика), бронзовый призёр Олимпийских игр 2008 года в групповом многоборье. Заслуженный мастер спорта Республики Беларусь.